# Нижнє Синьовидне (зупинний пункт)
Нижнє Синьовидне — пасажирський залізничний зупинний пункт Львівської дирекції Львівської залізниці.
Розташований у селі Нижнє Синьовидне Стрийського району Львівської області на лінії Стрий — Батьово між станціями Любинці (8,5 км) та Верхнє Синьовидне (3 км).
За 1,40 км у бік містечка Верхнє Синьовидне розташований переїзд, через який проходить дорога до с. Тишівницю.
Дата відкриття платформи наразі не встановлена. Первісно мала назву Синовудзько-Бубнице. Сучасна назва — з 1964 року. Електрифіковано у складі залізниці Стрий — Лавочне 1961 року.

## Річний розподіл приміських поїздів
| Сполучення       | 2015/2016 | 2016/2017 | 2017/2018 | 2018/2019 | 2019/2020 | 2020/2021 | 2021/2022 | 2022/2023 |
| ---------------- | --------- | --------- | --------- | --------- | --------- | --------- | --------- | --------- |
| Лавочне — Львів  | 1         | 1         | 1         | 2         | 2         | 1         | 1         | 1         |
| Стрий — Мукачево | 0         | 0         | 0         | 1         | 1         | 0         | 0         | 0         |
| Львів — Мукачево | 2         | 2         | 2         | 1         | 1         | 1         | 1         | 1         |
| Чоп — Львів      | 1         | 1         | 1         | 1         | 1         | 0         | 1         | 1         |
| Стрий — Лавочне  | 1         | 1         | 1         | 1         | 1         | 0         | 0         | 0         |
| Мукачево — Львів | 1         | 1         | 1         | 0         | 0         | 0         | 0         | 0         |
| Львів — Чоп      | 1         | 1         | 1         | 1         | 1         | 0         | 1         | 1         |
| Лавочне — Стрий  | 1         | 1         | 1         | 1         | 1         | 0         | 0         | 0         |
| Мукачево — Стрий | 1         | 1         | 1         | 2         | 2         | 1         | 1         | 1         |
| Львів — Лавочне  | 1         | 1         | 1         | 2         | 2         | 1         | 1         | 1         |